# Права ЛГБТ+ особа у Сједињеним Америчким Државама
| \| \| \| \| Застава Сједињених Америчких Држава \| Застава дугиних боја \| |                                                                |
| Положај Сједињених Америчких Држава                                        |                                                                |
| Законска регулатива                                                        |                                                                |
| Легализација хомосексуалности                                              | – на националном нивоу од 2003. године (Лоренс против Тексаса) |
| Родни идентитет                                                            | У зависности од савезне државе                                 |
| Антидискриминациони закони                                                 | У зависности од савезне државе                                 |
| Узраст сексуалне сагласности                                               | – Изједначено                                                  |
| Војна служба                                                               | (Политика Не питај, не причај укинута 20. септембра 2011)      |
| Породична права                                                            |                                                                |
| Брак                                                                       |                                                                |
| Истополна заједница                                                        |                                                                |
| Усвајање                                                                   | - од 2015. у свим државима, осим Америчке Самое                |
| ЛГБТ+ у Сједињеним Америчким Државама                                      |                                                                |
| Организације                                                               |                                                                |
| Права                                                                      |                                                                |
| Медији                                                                     |                                                                |
| Догађаји                                                                   |                                                                |
| Особе                                                                      |                                                                |
| Значајна места                                                             |                                                                |
| ЛГБТ+ портал                                                               |                                                                |
| Застава Сједињених Америчких Држава                                        | Застава дугиних боја                                           |
| Застава Сједињених Америчких Држава                                        | Застава дугиних боја                                           |

Права ЛГБТ+ особа у Сједињеним Америчким Државама у великој мери зависи од савезне државе у којој живе. Сексуални однос између две особе истог пола легалан је на федералном нивоу од 2003, када је Врховни суд САД донео пресуду у предмету Лоренс против Тексаса.
Пре пресуде Врховног суда у предмету Обергефел против Хоџса, када су истополни бракови легализовани на територији целе земље, њихова легалност је варирала од државе до државе. Неке државе нису дозвољавале склапање истополних бракова на својој територији, али су признавале истополне бракове склопљене у другим државама. Поред тога, неке државе су истополним паровима нудиле грађанске заједнице, регистрована партнерства или друге врсте заједница које су садржавале неке елементе права која су произилазила из брака.
Постојање антидискриминационих закона варира од државе до државе. Двадесет савезних држава и Дистрикт Колумбија забрањују дискриминацију на основу сексуалне оријентације, а дванаест држава и Дистрикт Колумбија забрањују дискриминацију на основу родног идентитета или изражавања. Злочини из мржње где је мотив сексуална оријентација или родни идентитет кажњиви су савезним законом (Закон Метјуа Шепарда) који је усвојен 2009.
Политика у вези са усвајањем за геј и лезбијске родитеље такође се раликује од државе до државе. Неке дозвољавају усвајање истополним паровима, док друге забрањују усвајање свим „невенчаним паровима“.

## Историја
У Сједињеним Америчким Државама, већ на почетку XX века формирано је неколико група које су радиле на унапређивању права хомосексуалаца, али се о њима мало зна.
Прва боље документована група је Друштво за људска права Хенрија Гербера (основана у Чикагу 1924), која је брзо нестала. Служећи као регрут у окупираној Немачкој после Првог светског рата, Гербер је сазнао за пионирски рад Магнуса Хиршфелда. По повратку у САД, Гербер је формирао прву документовану хомосексуалну организацију у Америци и објавио два броја прве геј публикације, под називом „Пријатељство и слобода“.
Године 1948, Алфред Кинси је објавио књигу „Сексуално понашање мушкараца“, једну од првих књига која је научно обрадила тему сексуалности. Кинсијева тврдња да је око 10% одраслог мушког становништва (и око 5% жена) претежно или искључиво хомосексуално најмање три године свог живота била је драматично одступање од преовлађујућих веровања времена. Пре објављивања ове књиге хомосексуалност генерално није била тема дискусије, али након тога је почела да се појављују чак и у угледним публикацијама као што су Тајм магазин, часопис „Лајф“ и други.
Године 1958, Врховни суд Сједињених Америчких Држава је одлучио да геј публикација „ONE, Inc.“ није опсцена и да је заштићена Првим амандманом. Врховни суд Калифорније проширио је сличну заштиту на хомоеротски филм Кенета Енгера „Fireworks“ а Илиноис је постала прва савезна држава која је декриминализовала истополне сексуалне односе између две одрасле особе у приватности.
Дана 27. јуна 1969. полиција је у Њујорку извршила рацију у геј бару Стоунвол ин, што је била уобичајна пракса у то време. За време ове рације дошло је до сукоба између полиције и гостију бара. Ови сукоби се често означавају као почетак модерног покрета за геј права, или другог таласа геј активизма. Овај други талас се често назива „геј ослободилачки покрет“ јер се суштински разликовао од претходног хомофилног покрета. Настале су нове организације као што су Геј ослободилачки фронт (ГЛФ) у Њујорку и Геј активистички савез (ГАА). Геј ослободилачки покрет се проширио на земље широм света и снажно утицао на савремени покрет за геј права. Данас, ЛГБТ особе у знак сећања на немире у Стоунволу одржавају годишње маршеве који су постали познати као параде поноса.

## Законодавство
Као последица федералног система у Сједињеним Америчким Државама, законски статус истополних заједница, права истополних партнера, заштита од дискриминације и друге битне ствари се значајно разликују од државе до државе.

### Породично законодавство
Године 1972, Врховни суд Минесоте пресудио је у предмету Бејкер против Нелсона да држава не крши Устав САД уколико одбије да изда дозволу за брак истополном пару. Полемика око истополних бракова је поново оживела 1993. године, када је Врховни суд Хаваја пресудио да уставна забрана дискриминације на основу пола подразумева да истополни парови имају право на грађански брак уколико држава не може да докаже постојање оправданог државног интереса против таквих бракова. Нижи суд на Хавајима је затим установио да држава није успела да докаже такав интерес, и истополни брак је био легалан на Хавајима на један дан пре него што је други судија суспендовао ову пресуду. Касније је Устав Хаваја измењен и допуњен да би се законодавству омогућило да ограничи брак на особе различитог пола.
Док догађаји на Хавајима нису довели до брачног права за истополне парове, утицали су на Конгрес Сједињених Америчких Држава да 1996. донесе Закон о одбрани брака, који је забранио признавање истополних заједница на федералном нивоу и дозволио државама да саме одлуче да ли ће признавати истополне заједнице склопљене у другим државама. До тог тренутка, постојала је контроверза око тога да ли ће савезне државе морати да прошире брачна права на истополне бракове склопљене у другим државама. Неколико савезних држава је следило Конгрес и донело сличне законе којим се забрањује признавање брака или других заједница између две особе истог пола.

### Антидискриминационо законодавство

#### Оружане снаге
Геј мушкарци и лезбијке у америчкој војсци могу бити отпуштени у складу са политиком Не питај, не причај. Дана 18. децембра 2010, Сенат је гласао 65-31 за закон којим се укида ова политика и дозвољава хомосексуалним мушкарцима и женама да отворено служе у оружаним снагама. Овај закон ступа на снагу 60 дана након сертификације од стране председника, министра одбране и начелника здруженог генералштаба. Амерички председник Барак Обама потписао је закон 22. децембра 2010.

#### Дискриминација код запошљавања
Дискриминација код запошљавања односи се на дискриминаторске праксе као што су пристрасност у запошљавању, промоцији, распоређивању послова, давању отказа и накнаде штете, као и на разне врсте узнемиравања.
Дистрикт Колумбија и 21 савезна држава, као и преко 140 градова и округа су забранили такву дискриминацију на основу сексуалне оријентације. Државе које забрањују дискриминацију на основу сексуалне оријентације при запошљавању су Калифорнија, Колорадо, Конектикат, Делавер, Хаваји, Илиноис, Ајова, Мејн, Мериленд, Масачусетс, Минесота, Невада, Њу Хемпшир, Њу Џерзи, Нови Мексико, Њујорк, Орегон, Роуд Ајланд, Вермонт, Вашингтон и Висконсин (прва држава која је то учинила још 1982). Четири савезне државе имају законе који забрањују дискриминацију на основу сексуалне оријентације у јавном сектору, то су Индијана, Мичиген, Монтана и Пенсилванија. Дана 22. новембра 2007, гувернер Мичигена Џенифер Гранхолм издала је наређење којим се штите права трансродних мушкараца и жена. Она је забранила дискриминацију радника на основу родног идентитета или изражавања. Многи од ових закона забрањују дискриминацију и у другим областима, као што су становање и јавни смештај. Предложени нацрт закона на федералном нивоу којим се забрањује дискриминација у запошљавању, познат као Закон о недискриминацији код запошљавања (engl. Employment Non-Discrimination Act; ENDA), налази се у законодавној процедури у америчком Конгресу.

### Законодавство о злочинима из мржње
Закони о злочинима из мржње на посебан начин третирају злочине мотивисане осећањем непријатељства против заштићене категорије грађана. До 2009, под оваквим злочинима су се подразумевали злочини мотивисани расом, националношћу и религијом жртве. Закон Метјуа Шепарда који је усвојен у Конгресу у октобру 2009, додаје и сексуалну оријентацију и родни идентитет као заштићене категорије. Дана 28. октобра 2009, председник Барак Обама је потписао закон.
Дистрикт Колумбија и 45 савезних држава имају законе који криминализују различите врсте насиља или застрашивања мотивисаног мржњом (изузеци су, Арканзас, Џорџија, Индијана, Јужна Каролина и Вајоминг). Сваки од ових закона обухвата злочине мотивисане расом, религијом и етничком припадношћу, а у 32 државе ови закони покривају сексуалну оријентацију и инвалидитет, у 28 држава покривају пол, у 13 држава покривају узраст, у 11 држава покривају трансродност/родни идентитет, а у 5 држава покривају политичку припадност. У 27 држава и Дистрикту Колумбија постоје закони који захтевају од државе да прати статистике злочина из мржње, од тог броја 16 покрива сексуалну оријентацију.
У предмету Висконсин против Мичела из 1993, Врховни суд је једногласно пресудио да закони савезних држава којима се прописују казне за злочине из мржње не крше одредбе Првог амандмана Устава САД које се тичу слободе мишљења и изражавања.

## Мапе
- Правни статус усвајања од стране истополних парова у САД
- Законодавство о злочинима из мржње по савезним државама
- Забрана дискриминације у запошљавању по државама
- Закони против истополног секса према години када су укинути